# Diego Forlán
Diego Forlán (Montevideo, 19. svibnja 1979.) bivši je urugvajski nogometaš i urugvajski reprezentativac. Igrao je na poziciji napadača. Njegov je otac, Pablo Forlán, bivši urugvajski reprezentativac (nastupio na SP-ima 1966. i 1974.).
Za reprezentaciju je Diego Forlán debitirao 2002., a iste je godine sudjelovao i na Svjetskom prvenstvu u Južnoj Koreji i Japanu. Sa 7 postignutih pogodaka bio je drugi strijelac južnoameričkih kvalifikacija za Svjetsko prvenstvo 2010.
Mlade nogometne godine proveo je u Peñarolu, Danubiu te argentinskom Independienteu, klubu za koji je nastupao i njegov djed Juan Carlos Corazo. Nakon četiri seniorske sezone u Independienteu, 2002. je potpisao za Manchester United, gdje je u dvije godine zabilježio 95 nastupa, uz samo 17 pogodaka te je 2004. prodan u španjolski Villarreal. Već u prvoj sezoni postao je najbolji strijelac La Lige s 25 postignutih pogodaka i pomogao osigurati novom klubu mjesto u Ligi prvaka. Godine 2007. prešao je u madridski Atlético, gdje je s 32 pogotka u 33 susreta sezone 2008./09. ponovo ponio Trofej Pichichi za najboljeg strijelca lige.
Sezone 2011./12. potpisuje za Inter Milano.

## Nagrade

### Klub
Manchester United
- FA Premier Liga (1): 2002./03.
- FA kup (1): 2003./04.
- FA Community Shield (1): 2003.

Villarreal
- UEFA Intertoto kup (1): 2004.

Atlético Madrid
- UEFA Europska liga (1): 2009./10.
- UEFA Superkup (1): 2010.

### Osobna priznanja
- Zlatna lopta (1): 2010.
- FIFA Svjetsko prvenstvo momčad turnira: 2010
- FIFA Svjetsko prvenstvo gol turnira: 2010
- FIFA Svjetsko prvenstvo najbolji strijelac: 2010
- Europska Zlatna kopačka (2): 2004./05.*, 2008./09.
- Trofej Pichichi (2): 2004./05., 2008./09.

(* zajedno s Thierryjem Henryjem)
(** zajedno s Thomasom Müllerom, Wesleyjem Sneijderom i Davidom Villom)

## Vanjske poveznice
- Profil  Arhivirana inačica izvorne stranice od 12. ožujka 2010. (Wayback Machine) na goal.com (engl.)
- Statistika  Arhivirana inačica izvorne stranice od 28. ožujka 2010. (Wayback Machine) na fifa.com (engl.)

### Ostali projekti
|  | Zajednički poslužitelj ima još gradiva o temi Diego Forlán |